# Гайнц Ферстер
Гайнц Ферстер (нім. Heinz Förster; 25 червня 1909, Берлін — 26 липня 1943, Карибське море) — німецький офіцер-підводник, оберлейтенант-цур-зее резерву крігсмаріне (1 лютого 1943).

## Біографія
В січні 1940 року вступив на флот. З вересня 1941 по жовтень 1942 року пройшов курси підводника і командира підводного човна. З 5 жовтня 1942 року — командир підводного човна U-359, на якому здійснив 3 походи (разом 103 дні в морі). 26 липня 1943 року човен був потоплений в Карибському морі на схід від Ямайки (18°06′ пн. ш. 75°00′ зх. д.) глибинними бомбами американського гідролітака «Марінер». Всі 47 членів екіпажу загинули.